# Viktor Dmitrenko
Viktor Dmitrenko (ryska: Виктор Николаевич Дмитренко, Viktor Nikolajevitj Dmitrenko), född 4 april 1991 i Primorsko-Achtarsk i Ryssland, är en rysk-kazakisk fotbollsspelare. Dmitrenko spelar för närvarande för FK Aktobe i Premjer Ligasy.

## Karriär

### Klubbkarriär
Dmitrenko började spela fotboll vid 11 års ålder i klubben Azovets. Tränaren i klubben, Sergej Rogozin, rekommenderade sedan Dmitrenko för den större klubben Kuban Krasnodars ungdomslag dit han flyttade 2005. I Kuban tränades han av Igor Kalesjin. Han spelade i ungdomslaget i två år innan han av Kubans A-lagstränare flyttades upp till A-laget under säsongen 2007. 
Den 3 november 2008 gjorde han debut i Kubans A-lag då han byttes in för Georgij Dzjiojev i den 75:e matchminuten mot Masjuk KMV. Den 6 november samma år gjorde han sin andra match då han byttes in för Roman Lengyel i den 84:e minuten i matchen mot Alanija Vladikavkaz. Efter sin första säsong i A-laget flyttades Kuban upp till Ryska Premier League. Han debuterade i Premier League den 29 november 2009 då han bytte ut Andrei Mureșan i den 86:e minuten av matchen. Under samma säsong spelade han även 24 matcher för Kubans juniorlag och gjorde 1 mål. 
Under säsongen 2010 spelade han inte och den 25 augusti meddelade man att han skulle lånas ut till Zimbru Chişinău som spelade i Divizia Națională i Moldavien. Han gjorde sin debut för Zimbru den 11 september i ligan mot en annan Chişinăuklubb, FC Dacia Chișinău. I Zimbru spelade han totalt 10 matcher under säsongen, innan han november återvände till Kuban. Efter att ha återvänt till Kuban fick han ingen mer speltid i A-laget, och i augusti 2011 lånades han ut till Torpedo Armavir. Efter låneperioden i Torpedo såldes han till den kazakiska klubben FK Astana i början på 2012. Efter sin första säsong i Astana visade han sig vara klubbens poängnyttigaste spelare.

### Internationell karriär
I maj 2012 bjöds han in att debutera för Kazakstans U21-landslag. Dmitrenko debuterade för Kazakstans A-landslag den 11 september 2012 i en VM-kvalmatch mot Sverige på Råsunda fotbollsstadion.
Dmitrenko gjorde sitt första landslagsmål den 6 februari 2013 i en match borta mot Moldavien, då han gjorde Kazakstans första mål i den 33:e minuten. Matchen vanns till slut av Kazakstan med 3–1.

## Prestationer
Kuban Krasnodar
- 2:a i Ryska förstadivisionen (uppflyttade till Ryska Premier League): 2008

 FK Astana
- Vinnare av kazakiska cupen: 2012